# Championnats d'Afrique de trampoline 2002
Les championnats d'Afrique de trampoline 2002 se déroulent du 12 au 18 octobre 2002 à Alger, en Algérie.
Les championnats comprennent des épreuves seniors et juniors. Ils sont organisés conjointement avec les championnats d'Afrique de gymnastique artistique 2002 et les championnats d'Afrique de gymnastique rythmique 2002,

## Médaillés
| Épreuve        | Or                                  | Argent            | Bronze             |
| -------------- | ----------------------------------- | ----------------- | ------------------ |
| Hommes seniors | Morne Olivier                       | Saidani Daifallah | Ali Djaber Brahimi |
| Femmes seniors | Claire Coetzee                      | Leïla Bouchaoui   | Alicia Boucher     |
| Hommes juniors | Strike Nkuna Lokmane Zakaria Sabour | Non décernée      | Nicolaas Coetzee   |
| Femmes juniors | Michelle Lerous                     |                   |                    |
| Par équipes    | Algérie                             | Namibie           | Afrique du Sud     |